# Friedenskirche (Zedtwitz)

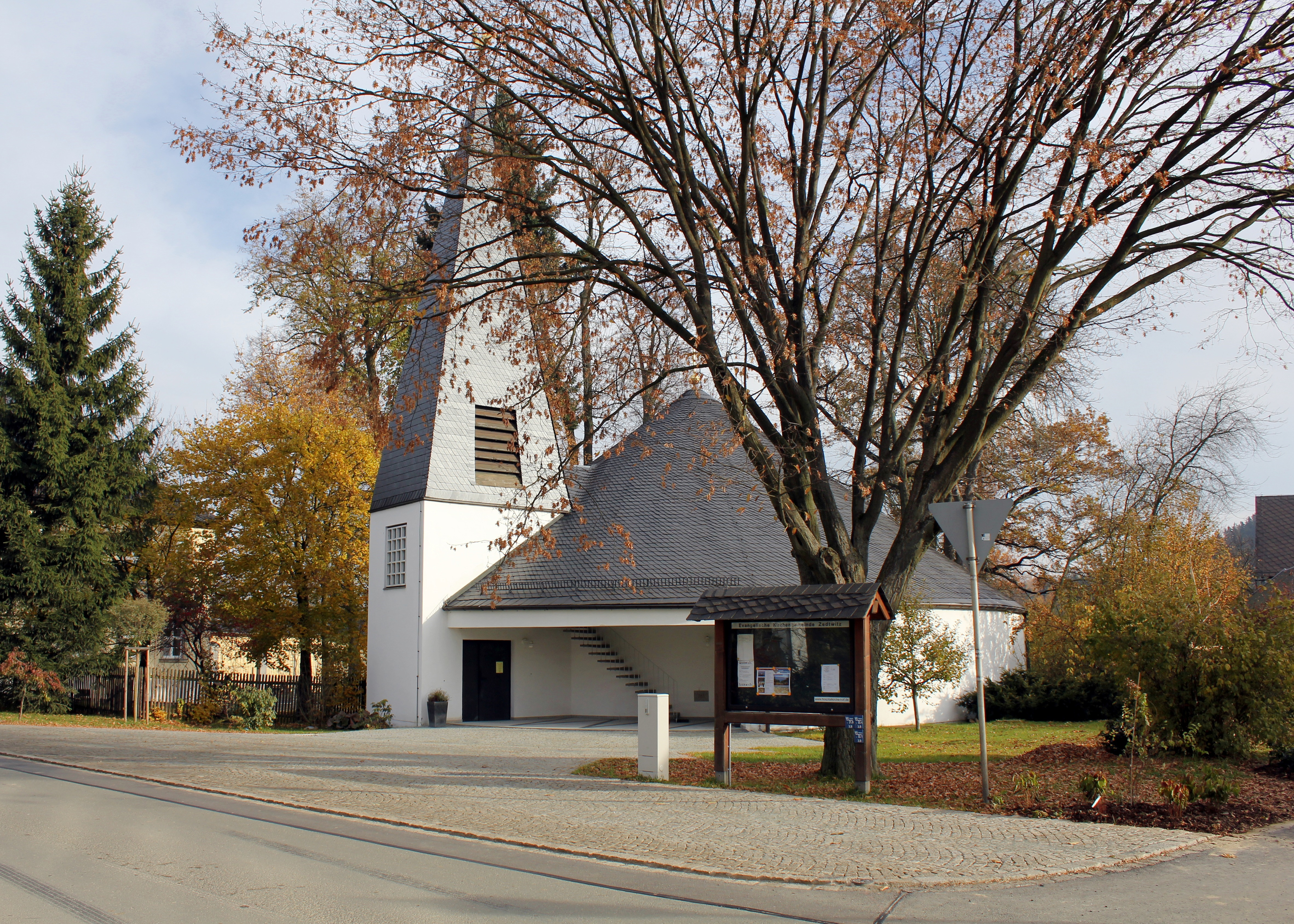
Die Friedenskirche in Zedtwitz

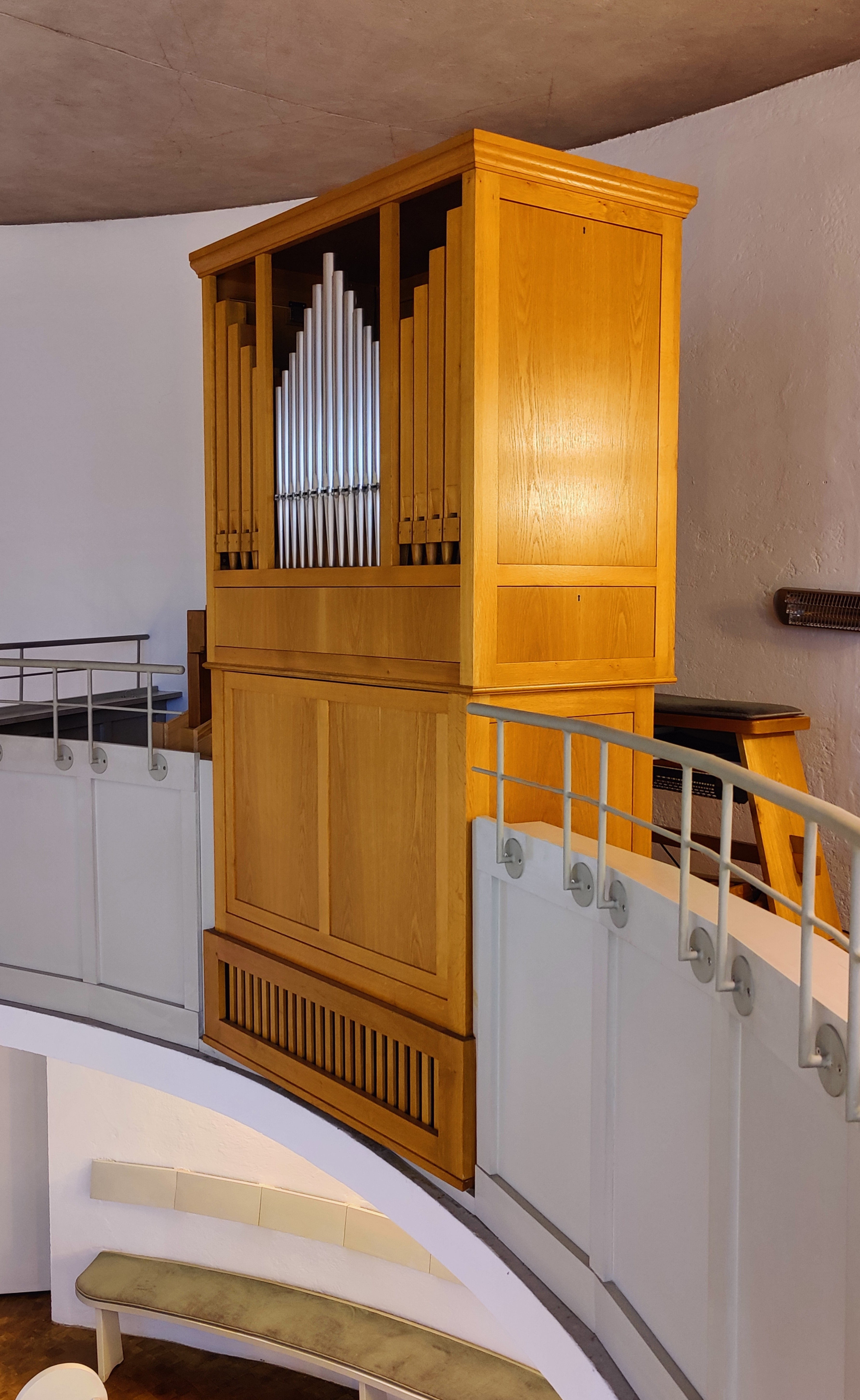
Orgel

Die evangelisch-lutherische Friedenskirche wurde 1957 in dem Ort Zedtwitz in Form eines Rundbaus erbaut und am 20. Juli 1958 eingeweiht. Politisch ist Zedtwitz seit 1978 ein Gemeindeteil der Gemeinde Feilitzsch im oberfränkischen Landkreis Hof in Bayern. Kirchlich gehört die Friedenskirche mit der Kirchengemeinde Zedtwitz bis auf den heutigen Tag zur Hospitalkirche Hof.

## Geschichte
Zedtwitz und seine Weiler gehörten seit alters her zur Pfarrei Hof, wurden nie eine eigene Pfarrei und schließlich der Hospitalkirchengemeinde zugeschlagen. Im 15. Jahrhundert gab es einmal eine kleine Kapelle, die auf dem sog. Birkenhut gestanden haben soll. Das Hofer Pfarrbuch von 1446 erwähnt eine Kapelle, die zum St. Clarakloster in Hof gehörte. Zedtwitz verfügte über eine Kapelle und Meßpfründe, aber über kein Pfarrrecht, Pfarrer durften in der Kapelle nur mit Erlaubnis des zuständigen Hofer Pfarrers predigen. Wie lange diese Kapelle in Zedtwitz stand, ist nicht überliefert.
So mussten die Zedtwitzer den Gottesdienst in der Hofer Hospitalkirche besuchen; später wurde er im Schulhaus gefeiert. Als 1936 die katholische Kirchengemeinde eine kleine Kapelle in der Hohbühlstraße baute, durfte diese auch von der evangelischen Kirchengemeinde für Gottesdienste genutzt werden. 1948 wurde der Plan gefasst, eine Kirche zu bauen, aber die Währungsreform ließ die Sparrücklagen schrumpfen. 1953 wurde auf Anregung von Pfarrer Wilhelm Kneule und Kirchenvorsteher Johann Spitzbarth ein Kirchbauverein gegründet, der Geld für einen Kirchenneubau sammelte. Da die Kirche in der Dorfmitte errichtet werden sollte, einigte man sich schließlich auf einen Bauplatz im Schlosspark neben dem Schloss Zedtwitz, den die Gemeinde Zedtwitz kostenlos zur Verfügung stellte. Im Oktober 1957 begann der Kirchenbau nach Plänen des Architekten Horst Rudorf. Am 9. November 1957 wurde der Grundstein gelegt. Am 20. Juli 1958 wurde die Kirche eingeweiht. An die Rückseite der Kirche wurde später ebenfalls durch Architekt Rudorf ein kleines Gemeindehaus angebaut, das am 20. Dezember 1985 eingeweiht wurde. 1993 erfolgte eine Innenrenovierung der Kirche, 2002 wurde das Dach neu gedeckt. Im Rahmen der Dorferneuerung 2010 wurde der Kirchvorplatz neu gestaltet.
Das Wandbild hinter dem Altar zeigt den Auferstandenen, der die Wundmale seiner Kreuzigung trägt und umgeben von seinen Jüngern auf einer Weltkugel steht. Es wurde von dem Münchner Künstler Gerd Jähnke geschaffen und setzt sich in der Decke der Kirche fort. Dort zeigt die Hand Gottes flankiert von zwei Engeln auf Christus und erinnert an seine Taufe.
Die Orgel von 1993 ist das letzte Werk von Ekkehard Simon und verfügt nach einer Erweiterung 2015 über 7 Register auf einem Manual und dem nunmehr selbständigen Pedal.